# 訓練隊 (自衛隊)
訓練隊（くんれんたい）は、陸上自衛隊の各駐屯地及び各部隊において、臨時に編成された訓練部隊である。

## 概要
各部隊の訓練に関してはそれぞれ部隊の特性に応じた各種訓練が行われているが、訓練隊と呼ばれているものに関しては主にスポーツ訓練養成所のような訓練組織である。訓練内容・種目等に関しては各駐屯地・部隊によって編成が異なるが、公表されている範囲で以下に記す。

## 陸上自衛隊における例
- 銃剣道訓練隊 - 主として銃剣道訓練を行う為に各部隊等から選抜されて編成されている。主目的は部隊の指導要員の養成、銃剣道全国大会等への出場及び優勝である。
- 持続走（バイアスロン）訓練隊 - 主として持続走及びマラソン等を主たる訓練内容として編成された訓練隊。主目的は富士登山駅伝やバイアスロン等の参加及び優勝が目的である[1]。
- スキー訓練隊 - 主として師団や方面大会等への参加及び優勝を目的としており、各部隊から臨時に編成されている。スキー機動訓練よりはクロスカントリーのような訓練が主体である[2]。

## それぞれの共通点
銃剣道・徒手格闘・持続走・スキーといった各種訓練は、部隊のそれぞれの訓練計画にあらかじめ組み込まれているため、所属する隊員の大半が日頃の訓練の合間にその訓練を行う。訓練隊は日々の訓練内容の特性上要員を選抜し基本的に恒常勤務から離れ各訓練が日々の勤務となる。
但し、実態としては「各種競技会での優勝」「部隊の名誉の為のスポーツ競技員養成」であり、自衛官本来の任務である「防衛」や「災害」に必要な技量とは無関係の側面が強く、訓練隊に参加する隊員の殆どが「部隊の練度維持向上」とは無関係であり演習に参加する事は殆ど無いことも事実ではある。
要員の殆どは持ち回りで担当する災害派遣待機要員に組み込まれる事も少なく、部隊が保有する火器や機材の扱いに関して熟知している例は少ない。日々一般訓練要員として訓練や作業を行っている隊員の方が実際に派遣となれば存在としても非常に有意義な面が強い。
なお、自衛隊体育学校や冬季戦技教育隊も類似の訓練を行っているが、その目的は訓練隊とは異なるものである。

## 待遇面
待遇も一般隊員と比べ比較的優遇されており、災害派遣の待機任務からは通常離れることが多い他に、営内居住者への残留待機任務も付与される例は部隊によって違いがあれど平均して少ないうえ、また賞詞授与も一般隊員から比べ授与される傾向が強く昇給も大きい側面もある。昇任も一般訓練所属より優遇されるために3曹における一般2士からの昇任者では高確率で訓練隊所属隊員が見られる。

## 2000年以後に見られる各種の動き
90年代までは訓練隊所属隊員に対する各種優遇処置が部隊の名誉をかけている観点から各部隊において顕著に見られていたが、2000年以後に本来の任務のあり方などが問われた結果、訓練隊規模は徐々にではあるが縮小傾向になっている。以下は具体的な例として挙げる。
- 訓練隊そのものの廃止：方面・師団スキー大会を実質的に行わない・若しくは毎年の開催から数年に一度の開催という形になってきているため、訓練隊の存在自体の価値が無いとして、事実上訓練隊を廃止となる事例（2師団・5旅団等）
- 訓練隊の活動を縮小：平時から常に訓練を行うのではなく、各種大会への参加が予定される場合に限って人員を招集し訓練を行う事例（特科・後方支援部隊等）
- 訓練隊そのものの活動を廃止：師団長・連隊長の方針により、普通科連隊及び特科連隊等の訓練隊は一部を除き廃止となる事例
- 訓練隊の存在意義：訓練隊所属隊員の殆どが曹へ昇任するが、一般訓練所属は昇任できずに任期満了等で退官する現状を踏まえ、訓練隊による各種戦技訓練そのものへの見直し論議が行われた結果、活動縮小及び待遇面での優遇処置の廃止等[6]